# Cnemaspis matahari
Cnemaspis matahari — вид ящірок з родини геконових (Gekkonidae). Описаний у 2022 році.

## Назва
Видова назва matahari перекладається з малайської мови як «сонце» та відноситься до жовтуватого відтінку забарвлення ящірки.

## Поширення
Ендемік Малайзії. Мешкає у карстовому регіоні в дивізіоні Серіан на заході штату Саравак на Калімантані.